# Bulbophyllum retusiusculum
Bulbophyllum retusiusculum es una especie de orquídea epifita originaria de Asia.

## Descripción
Es una orquídea de tamaño pequeño, de crecimiento cálido con hábitos crecientes de litofita o epífita con un rizoma ramificado rastrero con una separación de 1 a 3 cm entre cada pseudobulbo falcadao, esbeltos, suberectos a oblicuos, estrechamente ovadas-cónicos, que llevan una sola hoja, apical, erguida a suberecta, arqueada, coriácea, semi flexible para rígida y lineal oblonga, obtusa, coriácea, que va estrechándose gradualmente abajo en la base peciolada y canalizada. Florece en el verano y el otoño en una inflorescencia basal, ascendente a descendente, delgada de 14 cm de largo, con 6 a 12 flores, las inflorescencias en forma de umbela con unas pocas, brácteas tubulares y estrechamente lanceoladas, con varias flores variables que abren simultáneamente.

## Distribución y hábitat
Se encuentra en China, Nepal, Himalaya oriental (Assam y Sikkim en India, Bután) Birmania, Tailandia, Malasia, Laos, Vietnam y Taiwán en los bosques siempreverdes de tierras bajas o bosques montanos primarios en elevaciones de 500 a 3000 m s. n. m. (metros sobre el nivel del mar).

## Taxonomía
Bulbophyllum retusiusculum fue descrita por Heinrich Gustav Reichenbach y publicado en The Gardeners' Chronicle & Agricultural Gazette 1869: 1182. 1869.
Etimología
Bulbophyllum: nombre genérico que se refiere a la forma de las hojas que es bulbosa.
retusiusculum: epíteto latino que significa ‘con muesca’ (probablemente se refiere a la muesca diminuta en el ápice del sépalo dorsal).
Sinonimia
- Bulbophyllum flavisepalum Hayata
- Bulbophyllum langbianense Seidenf. y Smitinand
- Bulbophyllum micholitzii (Rolfe) J.J.Sm.
- Bulbophyllum oreogenes (W.W.Sm.) Seidenf.
- Bulbophyllum retusiusculum var. oreogenes (W.W.Sm.) Z.H.Tsi
- Bulbophyllum retusiusculum var. retusiusculum
- Cirrhopetalum flavisepalum (Hayata) Hayata
- Cirrhopetalum micholitzii Rolfe
- Cirrhopetalum oreogenes W.W.Sm.
- Cirrhopetalum retusiusculum (Rchb.f.) Hook.f.
- Cirrhopetalum retusiusculum (Rchb. f.) Hemsl.
- Cirrhopetalum touranense Gagnep.
- Cirrhopetalum touranense var. breviflorum Gagnep.
- Phyllorkis retusiuscula (Rchb.f.) Kuntze[3][4]